# Cereus jamacaru
Il mandacarù (Cereus jamacaru DC.) è una pianta succulenta della famiglia delle Cactacee, originaria del Brasile, dove viene utilizzata per le sue proprietà medicinali.

## Descrizione

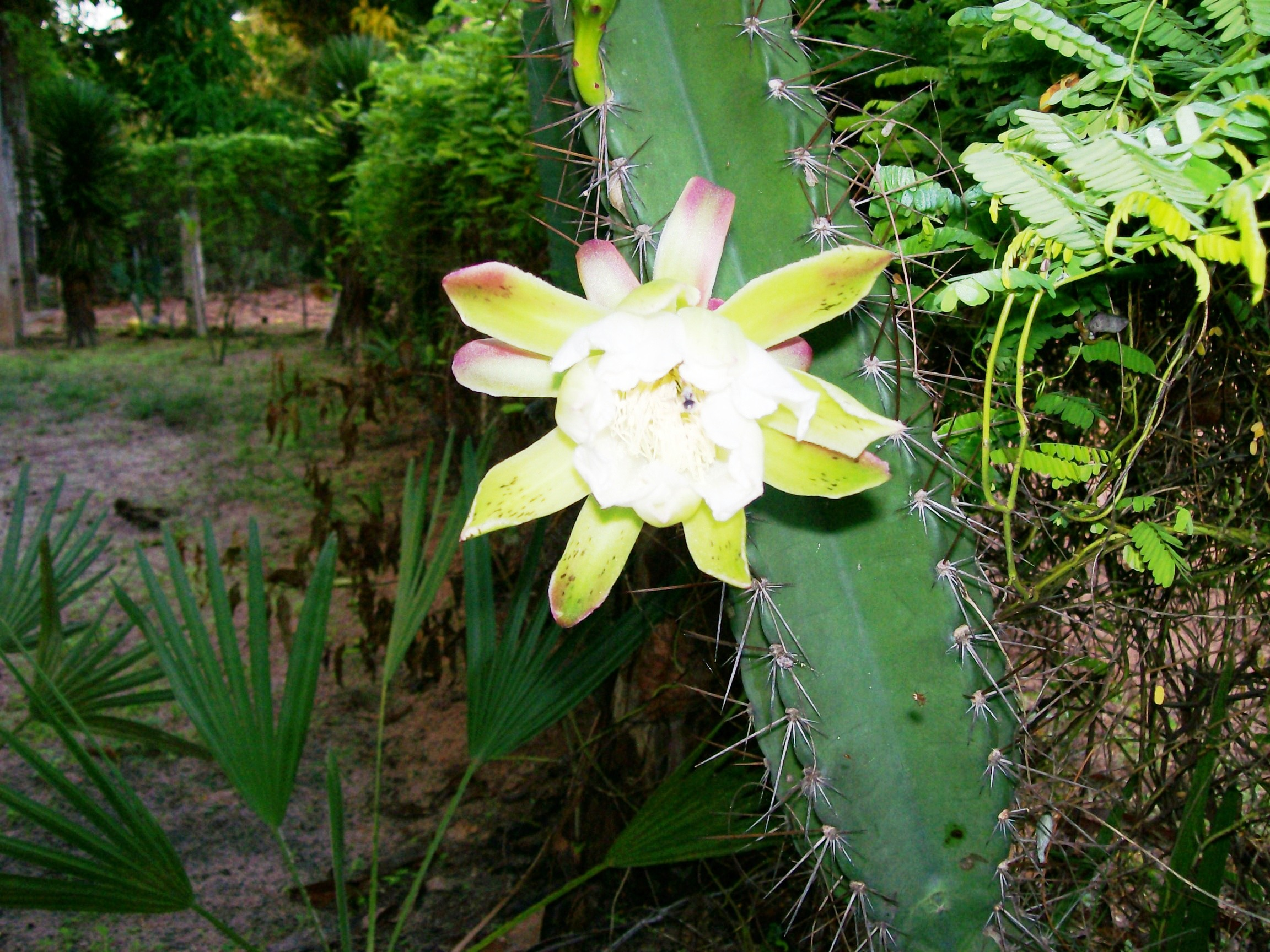
Fiore

Questa cactacea è caratterizzata da un fusto colonnare verdazzurro che può raggiungere dimensioni abbastanza notevoli e presenta numerose spine lanuginose. Durante il periodo di fioritura la pianta sviluppa una infiorescenza bulbosa che si schiude rivelando una bellissima corolla bianca.

## Coltivazione
Cereus jamacaru deve essere abbondantemente annaffiato da aprile a settembre, ogni dieci giorni circa, mentre d'inverno è consigliato bagnarlo più di rado, una volta al mese. Le concimazioni devono avvenire da maggio ad agosto e in modo abbondante.